# Adam Hložek
Adam Hložek (Ivančice, 2002. július 25. –) cseh korosztályos válogatott labdarúgó, a Hoffenheim játékosa.

## Pályafutása

### Klubcsapatokban
Szülővárosában az Ivančice csapataában kezdett megismerkedni a labdarúgás alapjaival, majd kölcsönben megfordult a Zbrojovka Brno korosztályos csapataiban, 2014-től pedig a Sparta Praha akadémiáján folytatta.
2018. október 2-án mutatkozott be a Sparta Praha első csapatában a kupában a Slavoj Polná csapata ellen 4–1-re megnyert mérkőzésen góllal. November 10-én csereként debütált a bajnokságban az MFK Karviná klubja ellen. 16 évesen, 3 hónaposan és 16 napos ő lett a legfiatalabb játékos a Sparta csapatában aki pályára lépett a bajnokságban. 2019. március 9-én első bajnoki gólját szerezte meg a Viktoria Plzeň ellen, ezzel a legfiatalabb gólszerző lett. Augusztus 8-án az Európa-liga selejtezőjében a török Trabzonspor ellen első nemzetközi felnőtt gólját jegyezte. 2019-ben megválasztották az év cseh labdarúgójának. A 2020–21-es szezonban úgy lett gólkirály Jan Kuchta mellett, hogy négy hónapot kihagyott sérülés miatt.
2022. június 2-án a német Bayer Leverkusen öt évre szerződtette. 2024. augusztus 17-én hosszú távú szerződsét kötött a TSG 1899 Hoffenheim csapatával.

### A válogatottban
Többszörös korosztályos válogatott játékos. 2020. szeptember 4-én mutatkozott be a felnőtt válogatottban Szlovákia elleni Nemzetek Ligája mérkőzésen. 2021 májusában bekerült a 2020-as labdarúgó-Európa-bajnokságra utazó keretbe. A tornán négy mérkőzésen lépett pályára. Október 11-én Fehéroroszország ellen megszerezte első válogatott gólját, amivel így 19 évesen, 2 hónaposan és 16 naposan a második legfiatalabb góllövő lett a válogatott történelmében Václav Kadlec után.
2024. május 28-án Ivan Hašek meghívta a 2024-es labdarúgó-Európa-bajnokságra utazó válogatott keretbe.

## Statisztika
2022. május 15-i állapot szerint.
| Klub         | Szezon   | Bajnokság | Bajnokság | Kupa  | Kupa | Nemzetközi | Nemzetközi | Összesen | Összesen |
| Klub         | Szezon   | Mérk.     | Gól       | Mérk. | Gól  | Mérk.      | Gól        | Mérk.    | Gól      |
| ------------ | -------- | --------- | --------- | ----- | ---- | ---------- | ---------- | -------- | -------- |
| Sparta Praha | 2018–19  | 19        | 3         | 4     | 1    | –          | –          | 23       | 4        |
| Sparta Praha | 2019–20  | 34        | 7         | 4     | 1    | 1          | 1          | 39       | 9        |
| Sparta Praha | 2020–21  | 19        | 15        | 3     | 0    | 1          | 0          | 23       | 15       |
| Sparta Praha | 2021–22  | 33        | 9         | 3     | 1    | 11         | 2          | 47       | 12       |
| Sparta Praha | Összesen | 105       | 34        | 14    | 3    | 13         | 3          | 132      | 40       |
| Összesen     | Összesen | 105       | 34        | 14    | 3    | 13         | 3          | 132      | 40       |

## Sikerei, díjai

### Klub
- Sparta Praha
  - Cseh kupa: 2019–20

- Bayer 04 Leverkusen
  - Német bajnok: 2023–24
  - Német kupa: 2023–24

### Egyéni
- Az év cseh labdarúgója: 2019
- Fortuna Liga gólkirálya: 2020–21
- Fortuna Liga - A hónap játékosa: 2020 szeptember, 2020 május
- Fortuna Liga - A szezon támadója: 2020–21